# Molenkreek (Schoondijke)

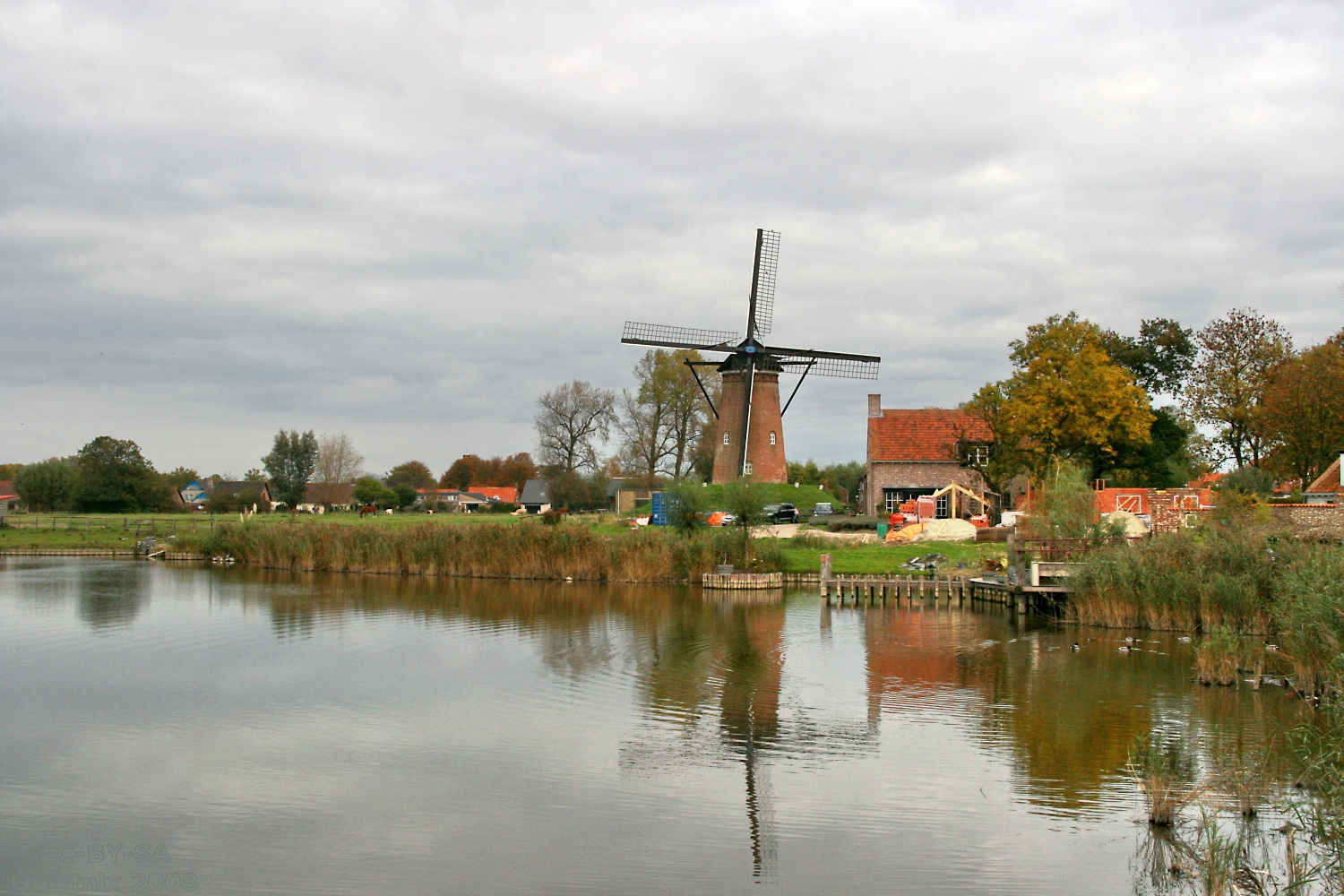
Molenkreek met Hulsters Molen

De Molenkreek is een kreek ten westen van Schoondijke in de Nederlandse provincie Zeeland.
De kreek is het overblijfsel van een geul die ooit van het Nieuwerhavense Gat naar de Brugsche Vaart liep, waar zich een sluis bevond en ook de Redoute Kaas en Brood was gelegen, die deel uitmaakte van de Linie van Oostburg. Na de aanleg van de Generale Prins Willempolder 2e deel bestaat het deel tussen Schoondijke en het Groote Gat nog als een smalle waterloop. Direct ten westen van Schoondijke is ze breder.
De naam van de kreek is afkomstig van de korenmolen van Schoondijke, die zich al eeuwenlang nabij de kreek bevindt. Tegenwoordig is dat de Hulsters Molen uit 1884. Langs de Molenkreek ligt een wandelpad.

## Bedreigingen
De aanleg van de westelijke rondweg om Schoondijke, welke na 2010 wordt aangelegd, zal het gebied aan de westzijde dicht naderen en deels doorsnijden.